# Pieter Aertsen
Pieter Aertsen nizozemski slikar, * 1508, Amsterdam, † 1575, Amsterdam.
Pieter Aertsen, zaradi svoje višine imenovan Lange Piet (Visoki Pete), je bil nizozemski slikar v slogu severnega manierizma. Pripisujejo mu izum monumentalne žanrske scene, ki združuje tihožitje in žanrsko slikarstvo ter pogosto vključuje tudi biblični prizor v ozadju. Dejaven je bil v rodnem mestu Amsterdam, dolgo pa je delal tudi v Antwerpnu, takratnem središču umetniškega življenja na Nizozemskem.
Njegovi žanrski prizori so vplivali na poznejše flamsko baročno slikarstvo, nizozemsko tihožitje in tudi v Italiji. Njegovi kmečki prizori so bili nekaj let pred veliko bolj znanimi slikami, ki jih je v Antwerpnu ustvaril Pieter Bruegel starejši.

## Kariera
Aertsen se je rodil v Amsterdamu in bil vajenec Allaerta Claesza. Kasneje je odpotoval na južno Nizozemsko in se naselil v Antwerpnu, najprej pri svojem rojaku Janu Mandijnu. Aertsen je postal član Antwerpnskega ceha svetega Luke. V uradnih knjigah ceha je zapisan kot Langhe Peter, schilder (Visoki Peter, slikar). Leta 1542 je postal meščan (revež) Antwerpna. Aertsen se je v letih 1555-56 vrnil v Amsterdam.

## Predmeti in slog
Potem ko je začel slikati nabožna dela, je v 1550-ih razvil slikanje domačih prizorov, v katerih je z velikim občutkom in realizmom reproduciral predmete pohištva, kuhinjske pripomočke in hrano. Njegovo Mesnico z begom v Egipt (Uppsala, 1551) »je imenoval najzgodnejši primer manieristične inverzije tihožitja v severnjaškem slikarstvu«, ki prikazuje nižjo temo veliko bolj vidno kot subjekt iz zgodovinskega slikarstva. Podobno inverzijo v krajinskem slikarstvu je nekaj desetletij prej razvil Joachim Patinir v Antwerpnu, ko je izumil svetovno pokrajino. Za razliko od teh v Aertsenovih delih žanrsko gradivo prevladuje na sprednji strani slike, v ozadju pa je zgodovinski prizor, običajno religiozen, ki ga je zlahka spregledati. Ta slikarska tehnika je črpala iz slik drugega umetnika iz Antwerpna, Jana Sandersa van Hemessena, čigar žanrska obravnava verskih in moralnih prizorov je imela manjše prizore, vstavljene v ozadje na podoben način.
Na uppsalski sliki cone za mesarsko stojnico prikazujejo (z leve) pogled skozi okno cerkve, Sveto družino, ki deli miloščino na svoji poti, delavca na sredini, z veselo družbo, ki je školjke in ostrige (verjamejo, da spodbuja poželenje) v zadnji sobi zadaj. Tabla zgoraj desno označuje zemljišče zadaj kot naprodaj. Slika ponuja gledalcu vrsto možnosti za življenje, v alegoriji na telesno in duhovno hrano. Na sliki je grb Antwerpna, kar nakazuje, da je šlo za meščansko naročilo, morda bogatega Mesarskega ceha. Takšne teme so bile večinoma naslikane pred letom 1560.
V renesansi je bil za utemeljitev žanrskih in drugih »nizkih« subjektov v slikarstvu pomemben klasični zgled slikarja Peiraikosa, ki ga poznamo le pri Pliniju Starejšem. Aertsena je primerjal s Peiraikosom nizozemski renesančni humanist Hadrianus Junius (Adriaen de Jonghe, 1511–1575) v svoji Bataviji, posthumno objavljeni leta 1588, ki primerja Aertsena na vsaki točki Plinijevega opisa na povsem pohvalen način. Članek Zorana Kwaka trdi, da je slika njegovega sina Pietra Pietersza starejšega (1540–1603), običajno imenovana Prizor s trga s potovanjem v Emavs, na kateri je vidno prikazana napol gola figura, ki je očitno kuhar (z Jezusom in njegovimi spremljevalci kot manjše figure za njim), pravzaprav predstavlja avtoportret v delno komičnem duhu, upodobljen kot Peiraikos.
Kasneje v življenju je slikal tudi bolj konvencionalne obdelave verskih tem, ki so bile zdaj večinoma izgubljene, saj je bilo med ikonoklazmom beeldenstorma uničenih več slik, ki so bile naročene za katoliške cerkve. Nekaj njegovih najboljših del, vključno z oltarnimi slikami v različnih cerkvah v Amsterdamu, je bilo prav tako uničenih v dneh okoli dogodka, znanega kot Alteratie ali »Zamenjava«, ko se je Amsterdam 26. maja 1578 uradno vrnil k protestantizmu iz katolištva na začetku Osemdesetletna vojna. Eno ohranjeno versko delo je Križanje v Kraljevem muzeju lepih umetnosti v Antwerpnu.
Aerstenova natančna formula tihožitij in žanrskih figur v ospredju z majhnimi prizori iz zgodovinskega slikarstva v ozadju se je ohranila le za naslednjo generacijo (ali dve, saj je Joachim Wtewael naslikal nekaj podobnih del), vendar so zgodovinske slike z zelo izrazitimi in bogatimi še vedno življenjskimi elementi v ospredju ustvarili Rubens in njegova generacija, v 17. stoletju pa sta flamsko baročno slikarstvo in nizozemsko slikarstvo zlate dobe razvila pomembne žanre neodvisnih tihožitij, ki so jih v Aertsenovih dneh ustvarili le občasno.
V nasprotju s Pieterjem Brueglom starejšim so bile Aertsenove žanrske figure (zlasti ženske) večinoma upodobljene idealizirane s precejšnjim dostojanstvom in brez komičnega truda, z uporabo postav, ki so na koncu izhajale iz klasične umetnosti. V nekaterih primerih se zdi, da so bile izposojene iz sodobnega dvornega portretiranja umetnikov, kot je Anthonis Mor. Dva nenavadna individualna žanrska portreta (verjetno ne dejanskih posameznikov) kuharic v Genovi in Bruslju, ena celopostavna in druga v tričetrtinskem formatu, ki ga je Tizian zasnoval za kraljeve portrete, prikazujeta, kako držita ražnje s perutnino, kot da so bile Marshallove palice.

## Zapuščina
Med pomembnimi učenci, ki so se usposabljali v njegovi delavnici, sta bila Stradanusova in Aertsenova nečaka, Joachim Beuckelaer in Huybrecht Beuckeleer. Joachim Beuckelaer je nadaljeval in razvijal Aertsenov slog in tematiko slikanja.

## Osebno življenje
Poročil se je s Kathelijne Beuckelaar, hčerko in sestro antwerpenskega slikarja ter teto Joachima Beuckelaerja in Huybrechta Beuckeleerja. Od osmih otrok para so trije sinovi, Pieter, Aert in Dirk, postali uspešni slikarji.

## Dela
- Mesnica s sveto družino, ki daje miloščino (Slagers Kraam) - 1551
- Kristus pri Mariji in Marti (Christus in het huis van Martha en Maria) - 1553
- Ples med jajci (Der Eierdans) - 1557

## Galerija
- Prodajalec divjačine, 1561
- Ples med jajci, 1552
- Prizor s trga
- Kristus v hiši Marte in Marije, 1553
- Kmetje ob ognjišču, 1560